# Simulium pilosum
Simulium pilosum is een muggensoort uit de familie van de kriebelmuggen (Simuliidae). De wetenschappelijke naam van de soort is voor het eerst geldig gepubliceerd in 1934 door Knowlton and Rowe.